# J.League Cup 2007
Der J.League Cup 2007, offiziell aufgrund eines Sponsorenvertrages mit dem Gebäckhersteller Yamazaki Nabisco nach einer Marke desselben 2007 J.League Yamazaki Nabisco Cup genannt, war die fünfzehnte Ausgabe des J.League Cup, des höchsten Fußball-Ligapokal-Wettbewerbs in Japan.

## Spieler
| Verein               | Spieler |
| -------------------- | --- |
| Kashima Antlers      | Atsuto Uchida (8/0), Daiki Iwamasa (10/0), Gō Ōiwa (6/1), Fabao (5/0), Tōru Araiba (9/0), Takuya Nozawa (6/1), Yūzō Tashiro (5/4), Masashi Motoyama (9/4), Danilo (9/0), Atsushi Yanagisawa (6/2), Chikashi Masuda (6/1), Takeshi Aoki (10/0), Masaki Chūgo (9/0), Shinzō Kōroki (7/0), Marquinhos (10/4), Hitoshi Sogahata (10/0), Naoya Ishigami (3/0), Yūji Funayama (2/0), Yasushi Endō (3/0), Kōhei Tanaka (1/0), Ryūta Sasaki (3/0), Mitsuo Ogasawara (3/1) |
| Urawa Reds           | Norihiro Yamagishi (1/0), Hajime Hosogai (2/1), Nobuhisa Yamada (2/0), Shinji Ono (2/1), Yūichirō Nagai (2/1), Ponte (2/0), Tatsuya Tanaka (1/0), Shunsuke Tsutsumi (2/0), Tadaaki Hirakawa (1/0), Takahito Sōma (2/0), Makoto Hasebe (2/0), Hideki Uchidate (2/0), Satoshi Horinouchi (2/0), Ryōta Tsuzuki (1/0), Masayuki Okano (1/0) |
| Omiya Ardija         | Hiroki Aratani (3/0), Seiichirō Okuno (1/0), Leandro (2/0), Yasuhiro Hato (4/0), Daisuke Tomita (6/0), Yōsuke Kataoka (6/0), Naoya Saeki (3/0), Daigo Kobayashi (3/1), Kōta Yoshihara (5/1), Enilton (5/1), Chikara Fujimoto (6/1), Manabu Wakabayashi (4/0), Hiroshi Morita (3/0), Masato Saitō (4/0), Hayato Hashimoto (4/0), Takurō Nishimura (5/0), Kōji Ezumi (3/0), Terukazu Tanaka (3/0), Takaya Kawanabe (1/0), Yasunari Hiraoka (2/0), Yūsuke Shimada (2/0), Salles (2/0), Yoshiyuki Kobayashi (6/1)                                                                               |
| JEF United Chiba     | Tomonori Tateishi (2/0), Daisuke Saitō (3/0), Hiroki Mizumoto (5/0), Stoyanov (4/0), Tōmi Shimomura (4/0), Yūto Satō (5/1), Kōki Mizuno (5/0), Teruaki Kurobe (5/1), Tatsunori Arai (5/0), Mitsuki Ichihara (1/0), Shōhei Ikeda (2/0), Kōji Nakajima (2/0), Satoru Yamagishi (5/1), Seiichirō Maki (6/0), Atsushi Itō (2/0), Kōhei Kudō (5/3), Naotake Hanyū (4/1), Takashi Rakuyama (3/0), Kōta Aoki (3/0), Masahiro Okamoto (4/0), Park Jong-jin (6/0), Djordjevic (3/0) |
| Kashiwa Reysol       | Yūichi Mizutani (1/0), Ryō Kobayashi (4/0), Naoya Kondō (2/0), Alceu (2/1), Masahiro Koga (2/1), Hidekazu Ōtani (2/0), Marcio Araujo (4/0), Franca (1/0), Yoshirō Abe (6/0), Yūzō Kobayashi (6/0), Yukihiko Satō (3/0), Minoru Suganuma (6/0), Shunta Nagai (5/0), Tadanari Lee (5/0), Yūta Minami (2/0), Tatsuya Suzuki (4/1), Yōhei Kurakawa (3/1), Tomonori Hirayama (2/0), Naoki Ishikawa (4/0), Tatsuya Yazawa (4/0), Shū Abe (3/0), Shin’ya Katō (3/0), Kazunari Okayama (3/0), Doumbia (5/1), Tomoki Ikemoto (1/0)                                                                   |
| FC Tokyo             | Yōichi Doi (4/0), Teruyuki Moniwa (3/0), Yasuyuki Konno (6/1), Satoru Asari (4/0), Ryūji Fujiyama (7/0), Lucas (8/2), Wanchope (4/1), Sōta Hirayama (2/0), Yūta Baba (5/0), Norio Suzuki (7/1), Reiichi Ikegami (1/0), Jō Kanazawa (6/1), Naohiro Ishikawa (7/1), Masahiko Inoha (4/0), Nobuo Kawaguchi (4/0), Hitoshi Shiota (4/0), Yōhei Kajiyama (6/0), Shingo Akamine (4/2), Yūhei Tokunaga (7/0), Ryōichi Kurisawa (5/0), Kazunori Yoshimoto (1/0), Rychely (4/0), Yūto Nagatomo (1/0), Takashi Fukunishi (6/1)                                                                        |
| Kawasaki Frontale    | Eiji Kawashima (3/0), Hiroki Itō (5/1), Hideki Sahara (2/0), Yūsuke Igawa (4/0), Yoshinobu Minowa (5/0), Takahiro Kawamura (3/0), Masaru Kurotsu (4/2), Kazuki Ganaha (1/0), Juninho (5/4), Magnum (2/0), Shūhei Terada (4/0), Kengo Nakamura (3/0), Taku Harada (2/0), Chong Te-se (5/2), Masayuki Ochiai (2/0), Yūsuke Mori (5/0), Takashi Aizawa (2/0), Satoshi Kukino (5/0), Masahiro Ōhashi (2/0), Kazuhiro Murakami (1/0), Hiroyuki Taniguchi (5/2) |
| Yokohama F. Marinos  | Tetsuya Enomoto (9/0), Eltinho (1/0), Naoki Matsuda (5/0), Daisuke Nasu (8/0), Yoshiharu Ueno (3/0), Hayuma Tanaka (9/0), Marques (3/1), Takayuki Suzuki (1/0), Kōji Yamase (10/3), Daisuke Sakata (9/3), Takanobu Komiyama (5/0), Kenta Kanō (4/1), Hideo Ōshima (9/4), Takayuki Yoshida (7/0), Norihisa Shimizu (6/0), Takashi Inui (3/0), Mike Havenaar (4/1), Daijirō Takakuwa (1/0), Yūji Nakazawa (7/0), Yūsuke Tanaka (4/0), Yōsuke Saitō (3/1), Takashi Amano (2/0), Yūzō Kurihara (8/0), Yukihiro Yamase (8/1), Marcus (1/0), Ryūji Kawai (7/0)                                    |
| Yokohama FC          | Tomonobu Hayakawa (3/0), Anderson (1/0), Takumi Wada (4/0), Ichiei Muroi (1/0), Motohiro Yamaguchi (3/0), Tomoyuki Yoshino (3/0), Adriano (4/2), Tatsuhiko Kubo (1/0), Tomoya Uchida (2/1), Kazuyoshi Miura (4/0), Kunihiko Takizawa (6/0), Chong Yong-de (5/0), Daisuke Oku (2/1), Mitsunori Yabuta (6/1), Gilmar Silva (3/1), Tomoyoshi Ono (4/0), Hiroaki Namba (5/0), Jun Tamano (1/0), Takanori Sugeno (5/0), Yōichi Akiba (3/0), Kazuya Iwakura (1/0), Shingo Nejime (5/0), Kazuki Hiramoto (1/0), Kōsuke Ōta (3/0), Takanori Nakajima (4/0), Norio Omura (1/0), Fumiya Iwamaru (1/0) |
| Ventforet Kofu       | Kensaku Abe (5/0), Michitaka Akimoto (7/1), Takuma Tsuda (1/0), Hideomi Yamamoto (8/0), Yūki Inoue (8/0), Katsuya Ishihara (8/1), Takehito Shigehara (3/0), Daisuke Sudō (8/6), Ken Fujita (7/0), Jun Uruno (2/0), Daiki Tamori (2/0), Tatsuya Masushima (7/1), Alberto (2/1), Tarō Hasegawa (1/0), Yōsuke Ikehata (3/0), Kentarō Suzuki (2/0), Tatsuya Tsuruta (3/0), Kōtarō Yamazaki (2/0), Yōhei Ōnishi (3/0), Kenta Suzuki (5/0), Kazunari Hosaka (5/0), Kentarō Hayashi (5/0), Arata Sugiyama (3/0), Jun’ya Kuno (1/0), Josimar (5/0), Takahiro Kuniyoshi (1/0)                        |
| Albirex Niigata      | Takashi Kitano (6/0), Kazuhiko Chiba (6/1), Mitsuru Chiyotanda (4/0), Mitsuru Nagata (3/0), Toshihiro Matsushita (4/0), Silvinho (5/0), Masaki Fukai (5/1), Edmilson (5/3), Kishō Yano (6/1), Masataka Sakamoto (6/0), Isao Homma (4/0), Yoshito Terakawa (6/0), Jun Uchida (5/0), Shingo Suzuki (4/0), Kazuhisa Kawahara (3/0), Atomu Tanaka (2/0), Hiroshi Nakano (2/0), Marcio Richardes (6/2), Naoto Matsuo (2/0) |
| Shimizu S-Pulse      | Arata Kodama (6/0), Takahiro Yamanishi (2/0), Kazumichi Takagi (5/0), Keisuke Iwashita (2/0), Kōta Sugiyama (5/1), Teruyoshi Itō (2/0), Kōhei Hiramatsu (3/0), Takurō Yajima (5/0), Jungo Fujimoto (4/1), Akihiro Hyōdō (5/0), Jumpei Takaki (4/0), Takuma Edamura (2/1), Fernandinho (4/0), Cho Jae-jin (3/1), Kazuki Hara (1/0), Akinori Nishizawa (6/1), Yōhei Nishibe (4/0), Keisuke Ōta (2/2), Shinji Okazaki (2/0), Yasuhiro Hiraoka (4/0), Daisuke Ichikawa (6/1), Naoaki Aoyama (3/0), Masaki Yamamoto (1/0), Kaito Yamamoto (2/0)                                                  |
| Júbilo Iwata         | Yoshikatsu Kawaguchi (3/0), Hideto Suzuki (3/0), Takayuki Chano (2/1), Kentarō Ōi (4/0), Makoto Tanaka (3/1), Marquinhos Parana (5/0), Yoshiaki Ōta (6/1), Naoya Kikuchi (4/0), Masashi Nakayama (5/1), Shō Naruoka (4/0), Shinji Murai (5/0), Ken’ichi Kaga (4/0), Takenori Hayashi (4/0), Yūsuke Inuzuka (6/0), Ryū Okada (2/0), Yōhei Satō (1/0), Robert Cullen (4/2), Fabricio (4/0), Kōta Ueda (5/1), Keisuke Funatani (4/0), Ryōhei Yamazaki (1/0), Ken’ya Matsui (2/0), Kōsuke Yamamoto (3/0)                                                                                        |
| Nagoya Grampus Eight | Seigō Narazaki (4/0), Masayuki Ōmori (4/0), Atsushi Yoneyama (2/0), Naoshi Nakamura (4/0), Kim Jung-woo (2/0), Johnsen (2/1), Toshiya Fujita (1/0), Keiji Tamada (4/2), Kei Yamaguchi (4/0), Keiji Yoshimura (5/0), Takahiro Masukawa (2/0), Yūki Maki (5/1), Keita Sugimoto (2/0), Makoto Kakuda (2/0), Keisuke Honda (3/0), Yūsuke Sudō (6/0), Tomohiro Tsuda (3/0), Shōsuke Katayama (5/1), Keiji Watanabe (1/0), Yoshizumi Ogawa (2/0), Akira Takeuchi (4/0), Shōhei Abe (5/0), Jun Aoyama (1/0), Maya Yoshida (3/0), Tōru Hasegawa (2/0), Oribe Niikawa (1/0), Kōji Hashimoto (1/0)    |
| Gamba Osaka          | Naoki Matsuyo (4/0), Sōta Nakazawa (5/0), Tōru Irie (2/0), Noritada Saneyoshi (1/0), Sidiclei (11/2), Satoshi Yamaguchi (11/2), Yasuhito Endō (8/1), Akihiro Ienaga (7/1), Magno Alves (7/2), Takahiro Futagawa (11/3), Ryūji Bando (10/2), Michihiro Yasuda (9/1), Ryōta Aoki (5/0), Masafumi Maeda (5/0), Tomokazu Myōjin (10/0), Bare (7/5), Satoshi Nakayama (3/0), Shin’ichi Terada (6/1), Akira Kaji (6/0), Yōsuke Fujigaya (7/0), Shigeru Yokotani (2/0), Hideo Hashimoto (9/0), Shū Kurata (2/0)                                                                                    |
| Vissel Kobe          | Tatsuya Enomoto (1/0), Teruaki Kobayashi (4/0), Shūsuke Tsubouchi (5/0), Kunie Kitamoto (6/0), Hiroyuki Kōmoto (2/0), Emerson Thome (1/0), Park Kang-jo (6/0), Keisuke Kurihara (5/1), Leandro (3/2), Botti (5/1), Hiroto Mogi (3/0), Yoshito Ōkubo (5/0), Tomoyuki Hirase (1/0), Toshihiko Uchiyama (4/0), Hiroki Kishida (4/0), Atsuhiro Miura (1/0), Hideo Tanaka (5/0), Yūsuke Kondō (6/1), Kōta Ogi (1/0), Masaki Yanagawa (1/0), Kim Tae-yeon (1/0), Yōsuke Ishibitsu (3/0), Gabriel (3/1), Kenta Tokushige (4/0), Akihiro Endō (3/0)                                                 |
| Sanfrecce Hiroshima  | Takashi Shimoda (8/0), Mitsuyuki Yoshihiro (2/0), Dabac (3/1), Yūichi Komano (3/0), Toshihiro Aoyama (6/0), Kōji Morisaki (6/0), Kazuyuki Morisaki (6/0), Ueslei (5/2), Hisato Satō (6/1), Yūki Tamura (3/0), Kazuyuki Toda (8/0), Yōjirō Takahagi (4/0), Ri Han-jae (3/0), Kōta Hattori (7/1), Ryūichi Hirashige (6/2), Kōhei Morita (7/0), Shin’ichirō Kuwada (7/1), Katsumi Yusa (2/0), Issei Takayanagi (8/0), Yōsuke Kashiwagi (7/0), Tomoaki Makino (4/0) |
| Oita Trinita         | Shūsaku Nishikawa (2/0), Takashi Miki (6/0), Yūki Fukaya (5/0), Junior Maranhao (6/0), Takashi Umeda (3/0), Teppei Nishiyama (5/0), Shōta Matsuhashi (4/0), Serginho (2/0), Augusto (3/2), Daiki Takamatsu (4/1), Masashi Miyazawa (3/0), Masato Morishige (3/0), Seigo Shimokawa (4/0), Yūichi Nemoto (3/0), Daisuke Takahashi (5/2), Masaru Matsuhashi (2/0), Taikai Uemoto (4/0), Mū Kanazaki (4/1), Kōki Kotegawa (2/0), Platini (1/0), Masato Yamazaki (6/0), Yōhei Fukumoto (2/0), Yoshiaki Fujita (5/0)                                                                              |

## Ergebnisse

### Gruppenphase

#### Gruppe A
| Pl. | Verein              | Sp. | S | U | N | Tore    | Diff. | Punkte |
| --- | ------------------- | --- | - | - | - | ------- | ----- | ------ |
| 1.  | Sanfrecce Hiroshima | 6   | 4 | 0 | 2 | 006:500 | +1    | 12     |
| 2.  | Gamba Osaka         | 6   | 3 | 1 | 2 | 010:600 | +4    | 10     |
| 3.  | JEF United Chiba    | 6   | 3 | 0 | 3 | 007:500 | +2    | 09     |
| 4.  | Vissel Kobe         | 6   | 1 | 1 | 4 | 006:130 | −7    | 04     |

#### Gruppe B
| Pl. | Verein              | Sp. | S | U | N | Tore    | Diff. | Punkte |
| --- | ------------------- | --- | - | - | - | ------- | ----- | ------ |
| 1.  | Yokohama F. Marinos | 6   | 2 | 2 | 2 | 008:700 | +1    | 08     |
| 2.  | Shimizu S-Pulse     | 6   | 2 | 2 | 2 | 008:700 | +1    | 08     |
| 3.  | Kashiwa Reysol      | 6   | 2 | 2 | 2 | 006:600 | ±0    | 08     |
| 4.  | Omiya Ardija        | 6   | 2 | 2 | 2 | 005:700 | −2    | 08     |

#### Gruppe C
| Pl. | Verein       | Sp. | S | U | N | Tore    | Diff. | Punkte |
| --- | ------------ | --- | - | - | - | ------- | ----- | ------ |
| 1.  | FC Tokyo     | 6   | 3 | 1 | 2 | 007:700 | ±0    | 10     |
| 2.  | Yokohama FC  | 6   | 3 | 0 | 3 | 006:500 | +1    | 09     |
| 3.  | Ōita Trinita | 6   | 3 | 0 | 3 | 006:600 | ±0    | 09     |
| 4.  | Júbilo Iwata | 6   | 2 | 1 | 3 | 007:800 | −1    | 07     |

#### Gruppe D
| Pl. | Verein               | Sp. | S | U | N | Tore    | Diff. | Punkte |
| --- | -------------------- | --- | - | - | - | ------- | ----- | ------ |
| 1.  | Kashima Antlers      | 6   | 4 | 0 | 2 | 012:700 | +5    | 12     |
| 2.  | Ventforet Kofu       | 6   | 3 | 1 | 2 | 005:600 | −1    | 10     |
| 3.  | Albirex Niigata      | 6   | 2 | 3 | 1 | 008:600 | +2    | 09     |
| 4.  | Nagoya Grampus Eight | 6   | 0 | 2 | 4 | 005:110 | −6    | 02     |

### Finalrunde

#### Viertelfinale
|                   | Gesamt |                     | Hinspiel | Rückspiel |
| ----------------- | ------ | ------------------- | -------- | --------- |
| Kawasaki Frontale | 6:5    | Ventforet Kofu      | 2:3      | 4:2       |
| FC Tokyo          | 3:4    | Yokohama F. Marinos | 1:0      | 2:4       |
| Kashima Antlers   | 3:2    | Sanfrecce Hiroshima | 0:1      | 3:1       |
| Gamba Osaka       | 6:3    | Urawa Reds          | 1:1      | 5:2       |

#### Halbfinale
|                   | Gesamt |                     | Hinspiel | Rückspiel |
| ----------------- | ------ | ------------------- | -------- | --------- |
| Kawasaki Frontale | 6:3    | Yokohama F. Marinos | 2:1      | 4:2       |
| Kashima Antlers   | 3:3    | Gamba Osaka         | 0:1      | 3:2       |

#### Finale
|                   | Ergebnis |             |
| ----------------- | -------- | ----------- |
| Kawasaki Frontale | 0:1      | Gamba Osaka |